# Cegła

Cegła – opis powierzchni

Cegła – materiał budowlany w kształcie prostopadłościanu (także klina, wycinka pierścienia kołowego lub kształtki) uformowany z gliny, wapna, piasku, cementu (bloczki betonowe) lub innych surowców mineralnych, który wytrzymałość mechaniczną i odporność na wpływy atmosferyczne uzyskuje poprzez procesy suszenia, wypalania lub naparzania parą wodną. Cegły służą m.in. do wznoszenia ścian, murów, filarów, słupów, a także fundamentów i ścian fundamentowych. Cegły mogą też być wypełnieniem stropów (strop Kleina).

## Historia
Cegła jest jednym z najpopularniejszych materiałów stosowanych w budownictwie od czasów starożytnych. W kulturach starożytnego Wschodu znana była od V tysiąclecia p.n.e. cegła suszona na słońcu (surówka), przy czym w Egipcie wypierana była przez kamień. W Mezopotamii, gdzie rzadko występowały surowce kamienne, razem z surówką pojawiła się cegła palona już ok. 2800 lat p.n.e. Wypalanie było kosztowne i stosowane tylko w przypadkach, gdy na danym terenie mogło nastąpić zawilgocenie. Z Mezopotamii budownictwo ceglane przeniosło się na wschód w kierunku Chin i Indii oraz na zachód. W Grecji zaczęto stawiać budowle ceglane w IV w p.n.e. Cegła silikatowa (cegła wapienno-piaskowa) pojawiła się w XIX wieku.
Od czasów babilońskich wytłaczano w cegłach napisy i stemple – znaki wytwórcy. Oznaczanie cegieł utrzymywało się w średniowieczu, renesansie i trwa do naszych czasów.

## Wymiary
- cegła romańska – przeciętne wymiary 26–28 × 12–13 × 7–9 cm
- cegła gotycka – 28–30 × 13–14 × 7–9 cm
- współczesna polska – 25 × 12 × 6,5 cm. Przed wojną stosowano w Polsce wymiary cegieł: 27 × 13 × 6 cm[2][3]. Jeszcze wcześniej w czasie zaborów na terenie dzisiejszej Polski stosowano różne rozmiary:

- w Małopolsce: 29 cm × 14 cm × 6,5 cm,
- w byłym Królestwie Polskiem: 27 cm × 13 cm × 6,5 cm,
- w dawnym zaborze pruskim: 25 cm × 12 cm × 6,5 cm,
- na kresach wschodnich (na Litwie) 26,5 cm × 13,3 cm × 6,6 cm.

## Charakterystyka
Cegły produkuje się o różnych wymiarach, w których stosunek grubości do szerokości i długości wynosi najczęściej 1:2:4 (z uwzględnieniem grubości spoin). Najmniejsza powierzchnia prostopadłościanu cegły nazywana jest główką, wąska i długa powierzchnia to wozówka, największa powierzchnia to podstawa. Wcześniej cegły miały również kształt sześcianu.
Wytrzymałość mechaniczną cegieł określa się za pomocą klasy, np. klasa 15 oznacza wyrób o
wytrzymałości na ściskanie 15 MPa.

## Rodzaje cegieł
- cegła surowa – cegła adobe (suszona)
- cegła ceramiczna (suszona i wypalana)
- cegła wapienno-piaskowa
- cegła szamotowa
- cegła magnezytowa
- cegła żużlowa

## Galeria zdjęć

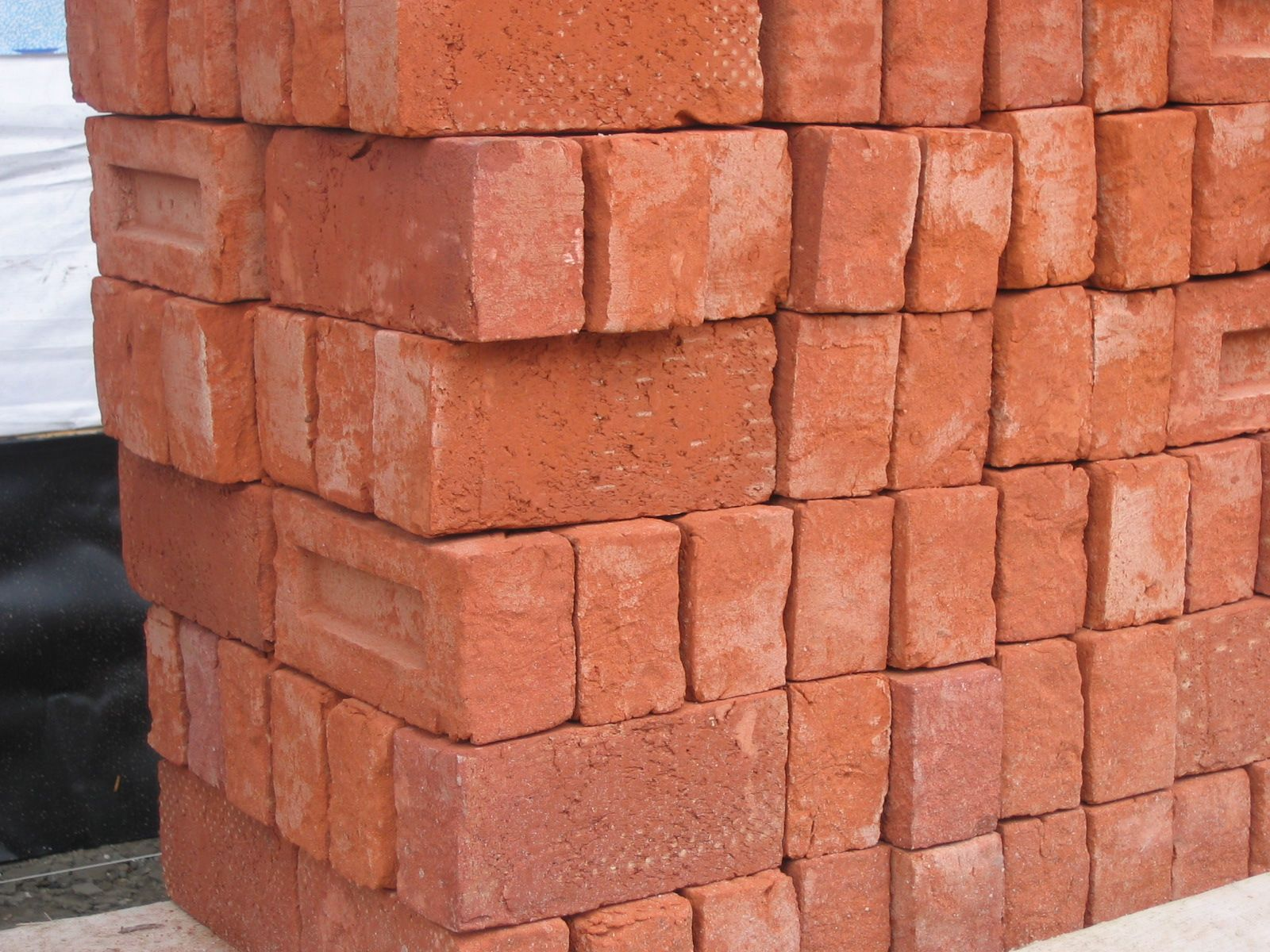
Sztapel cegieł
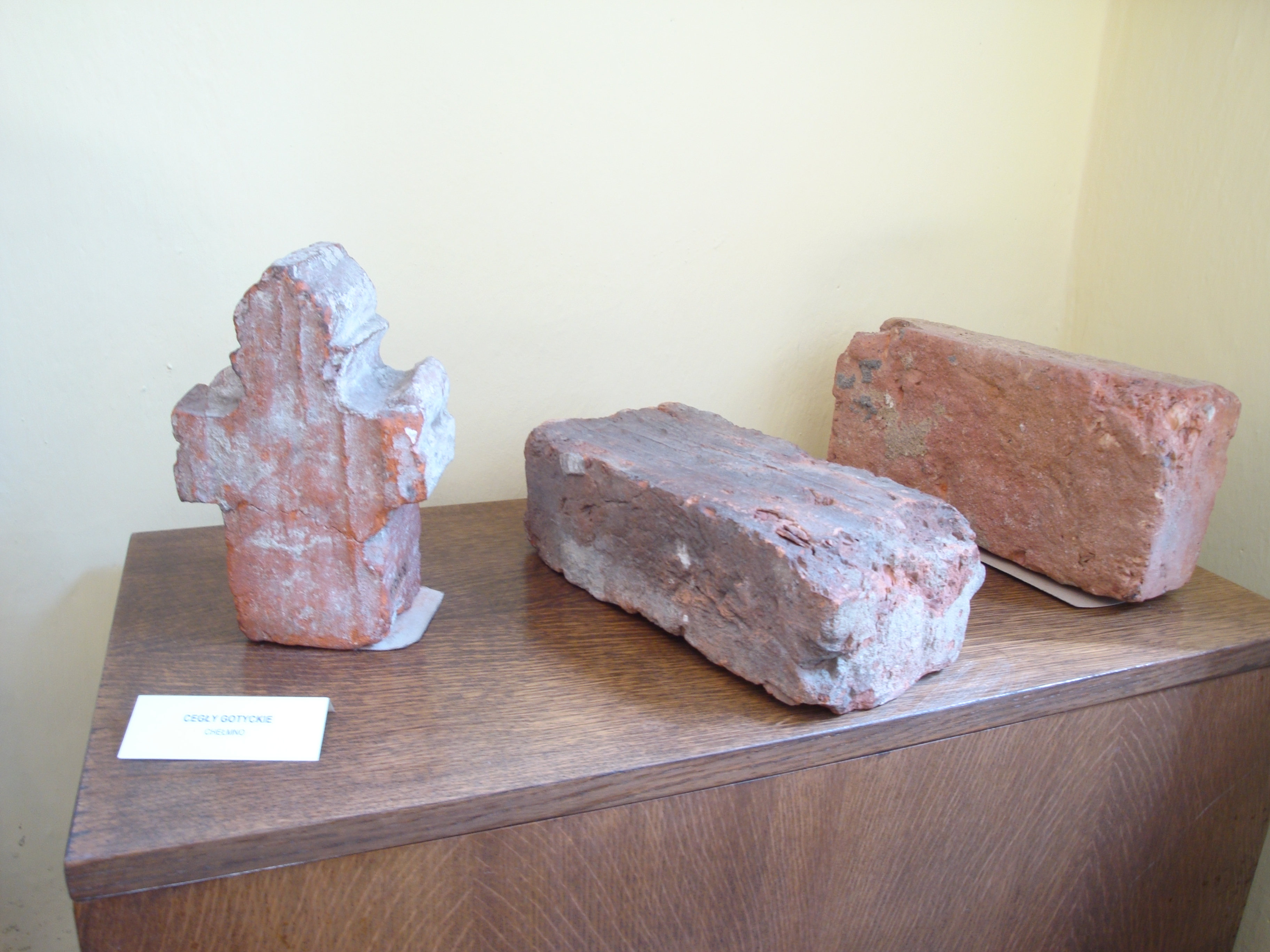
Cegły gotyckie ze zbiorów Muzeum w Chełmnie
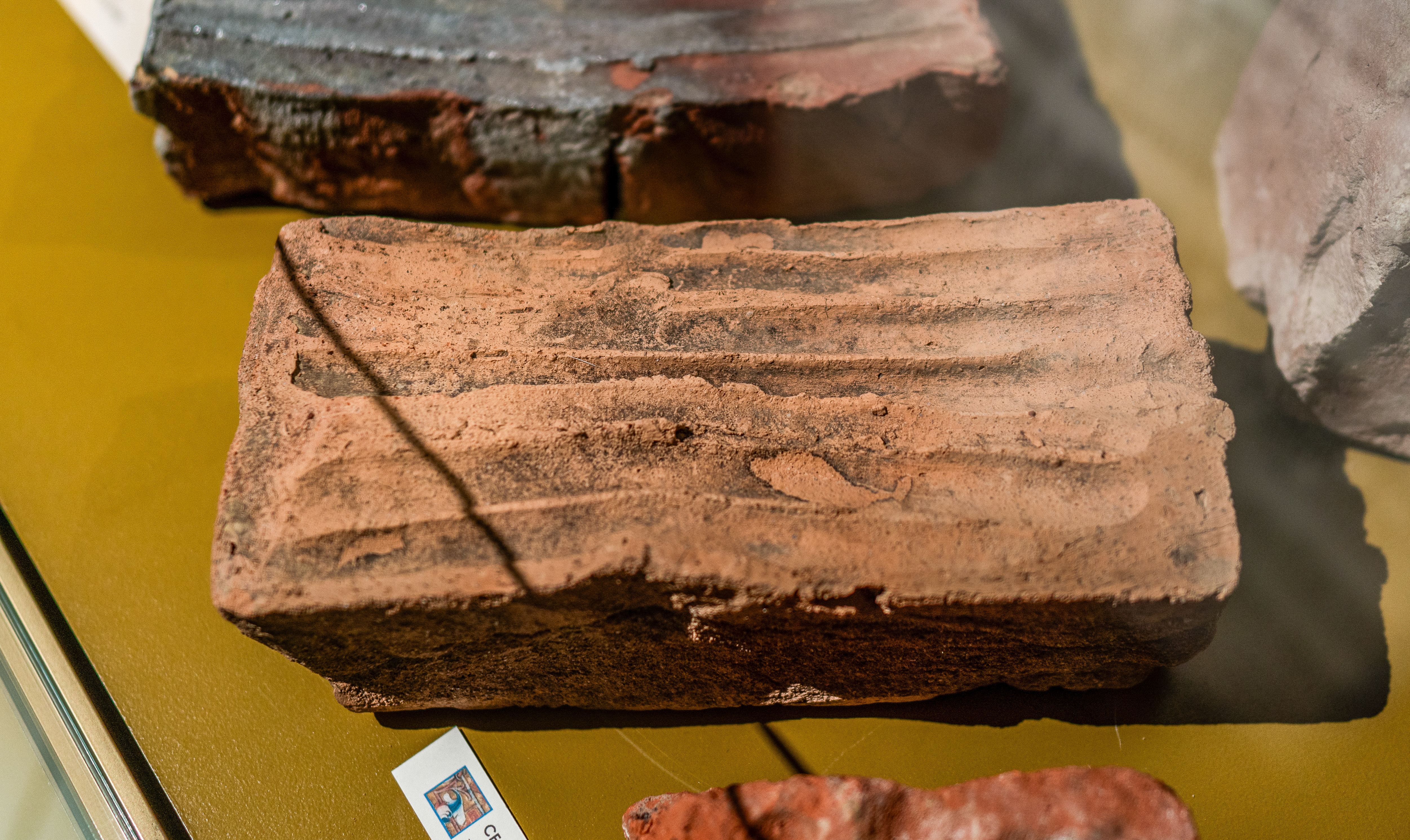
Cegła palcówka w Muzeum Zamek w Oświęcimiu

Formowanie cegieł w powojennej Polsce
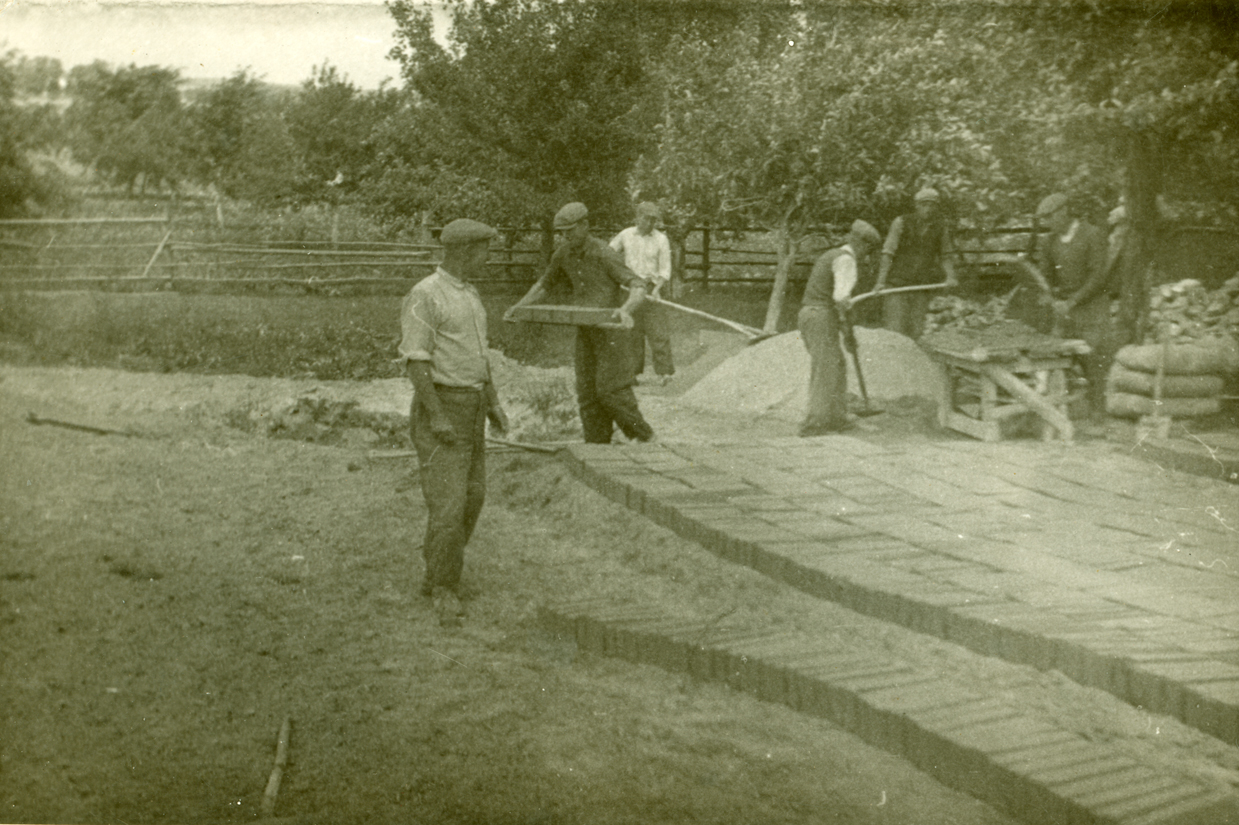
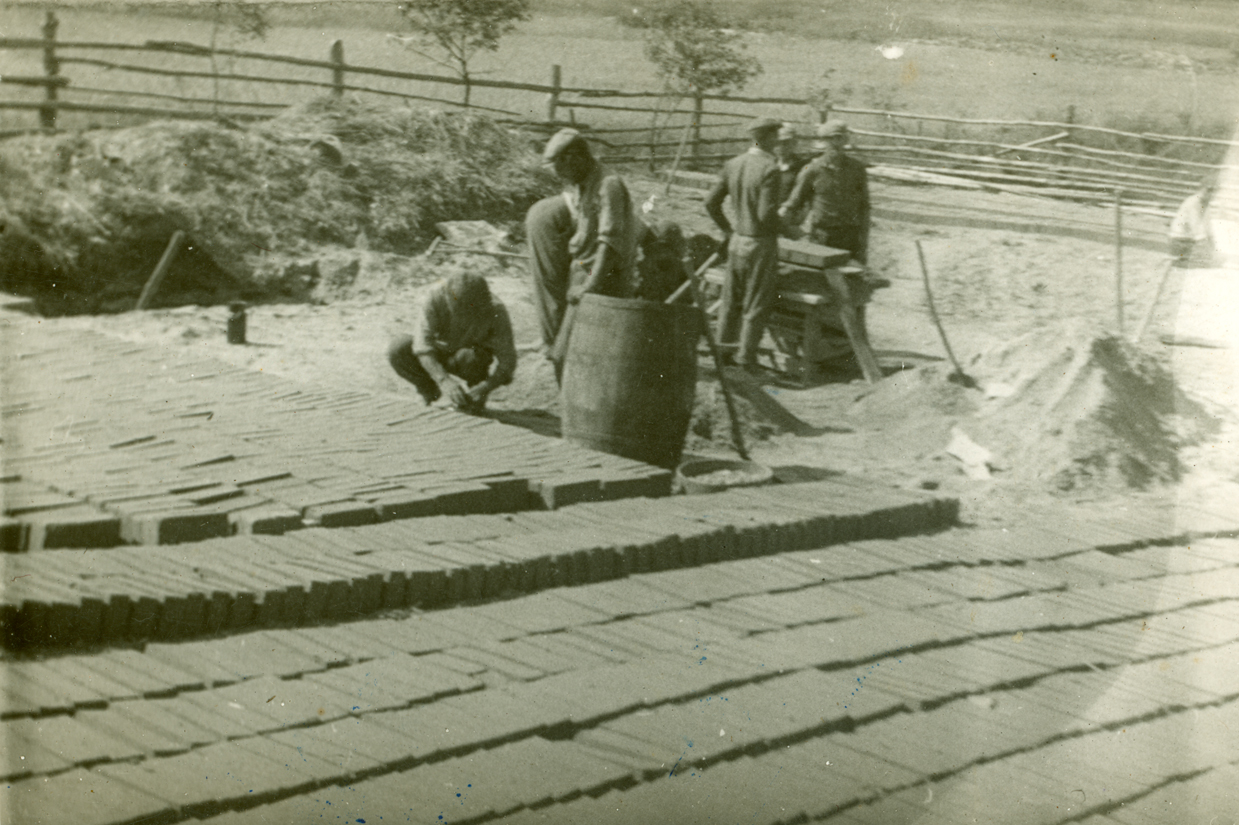
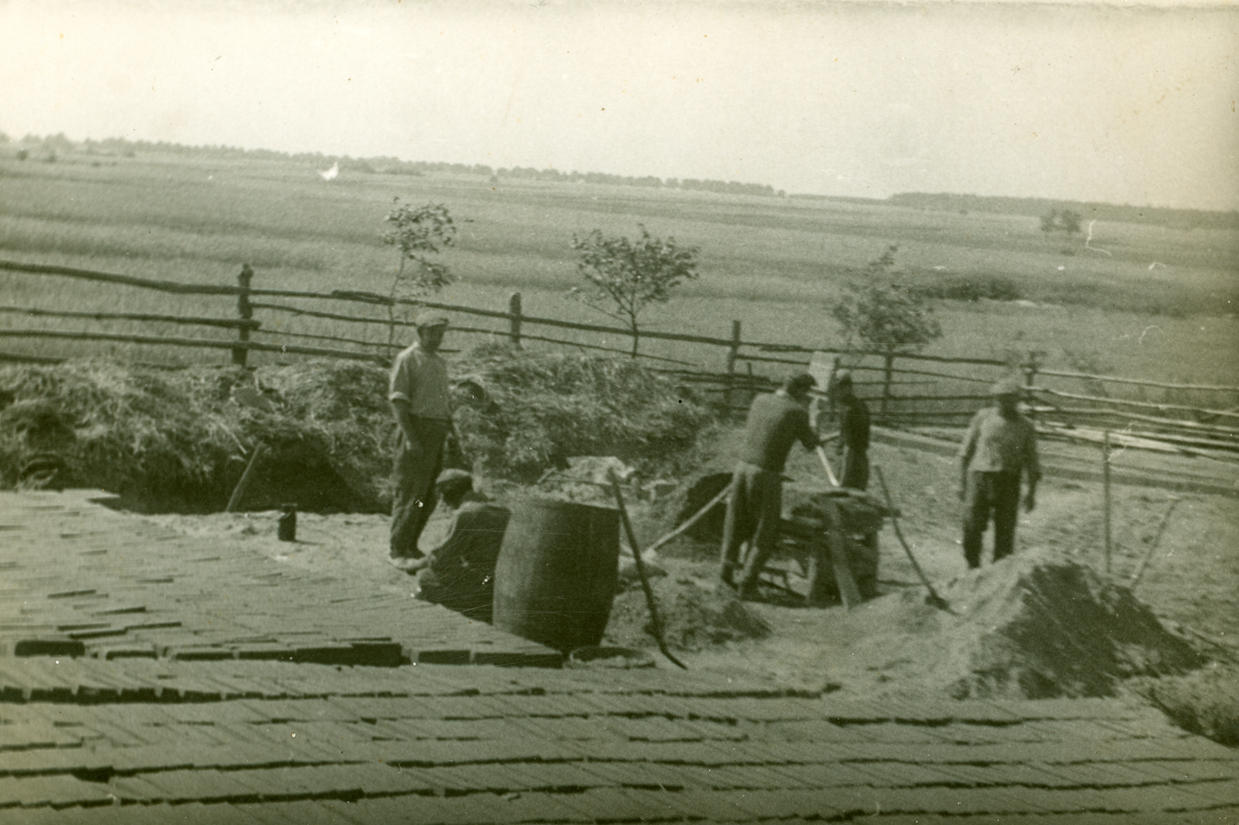